# Pateras de Boadicée
Boadicea Paterae
Pour les articles homonymes, voir Boadicée.
Les pateras de Boadicée (désignation internationale Boadicea Paterae) sont des pateras situées sur Vénus dans le quadrangle de Meskhent Tessera. Elles ont été nommées en référence à Boadicée, reine et héroïne icène (décédée vers -62).